# پردوتسین (استان اوپوله)
پردوتسین (به لهستانی: Prędocin) یک منطقهٔ مسکونی در لهستان است که در گمینا سکاربیمیژ واقع شده‌است.